# Wochenpost
Le Wochenpost est un hebdomadaire est-allemand qui a paru du 22 décembre 1953 au 23 décembre 1996. Avec un tirage de 1,3 million d'exemplaires, il s'agissait de l'hebdomadaire le plus vendu en République démocratique allemande.

## Histoire
Après la réunification de l'Allemagne, le journal a été racheté par Gruner + Jahr et Robert Maxwell et relancé à Berlin. En 1994, il tirait environ à 100 000 exemplaires par semaine, mais il a rencontré des difficultés et cessé de paraître en décembre 1996. 